# 佩尔希诺农村居民点 (沃罗涅日州)
佩尔希诺农村居民点（俄语：Першинское сельское поселение）是俄罗斯联邦沃罗涅日州下杰维茨克区所属的一个农村居民点。其下辖有1个居民点，行政中心为佩尔希诺。据2016年统计，该农村居民点的人口为890人。